# Irabatha albispina
Irabatha albispina är en stekelart som beskrevs av Cameron 1906. Irabatha albispina ingår i släktet Irabatha och familjen brokparasitsteklar. Inga underarter finns listade i Catalogue of Life.